# Lucifer Rising
Lucifer Rising es un cortometraje experimental dirigido y editado por Kenneth Anger. Aunque fue rodado en 1972, recién sería distribuido plenamente en 1980. Bill Landis, biógrafo de Anger, describió a Lucifer Rising como una de las películas más populares y disfrutables del cineasta. También se refirió al corto como "una película religiosa... del orden superior", comparándola con producciones similares como Los diez mandamientos y El mensaje.

## Reparto
- Kenneth Anger como el mago.
- Bobby Beausoleil como él mismo.
- Donald Cammell como Osiris.
- Marianne Faithfull como Lilith.
- Myriam Gibril como Isis.
- Hayden Couts como Adepto
- Chris Jagger como el hombre de la túnica amarilla.
- Jimmy Page el hombre de la estela de la revelación.
- Sir Francis Rose como Caos.